# Bernát Schück
Bernát Schück (n. 1 decembrie 1872, Karcag, Austro-Ungaria – d. 14 octombrie 1941, Timișoara, România) a fost un rabin, scriitor teologic evreu.

## Biografie
Bernát Schück a fost fiul prim-rabinului districtului Karcag, Salamon Schück (1844–1916), și Róza Rosenfeld. Și-a efectuat studiile la Ieșiva din Pressburg; ulterior, a studiat filosofia și limbile orientale la universitățile din Bavaria. În tinerețe, a tradus articole din germană și a publicat scrieri proprii în ziarele din Ungaria. A servit ca prim-rabin al comunității evreiești ortodoxe din cartierul Iosefin din Timișoara și a fost membru al Comitetului Executiv al Uniunii Naționale Evreiești, format în decembrie 1918 la Timișoara. La 14 noiembrie 1898, s-a căsătorit cu Sára Singer la Várpalota.
A publicat numeroase studii și cărți. A scris despre istoria mișcării naționale evreiești. În 1904, a publicat la Timișoara, în maghiară și germană, lucrarea Hit és állam (în traducere: Credință și stat), în care a analizat și discutat locul și rolul religiei în statul modern, incluzând pasaje din texte evreiești.
A decedat la data de 14 octombrie 1941, fiind înlocuit ca rabin al comunității evreiesști din Iosefin de către fiul său, Meir Schück (n. c. 1906 - d. 24 iulie 2007), care a emigrat în Statele Unite, dupa cel de-Al Doilea Război Mondial, unde a fost rabin comunitar.
- Romániai magyar irodalmi lexikon (Dicționar al literaturii maghiare din România): Szépirodalom, közírás, tudományos irodalom, művelődés V. (S–Zs). Gyula Dávid. București–Cluj: Kriterion; Cluj: Erdélyi Múzeum-Egyesület. 2010.
- Gidó Attila (szerk.): Úton. Erdélyi zsidó társadalom- és nemzetépítési kísérletek. 1918–1940 (Miercurea Ciuc, 2009. 470).